# Jacek Krzykała
Jacek Krzykała (ur. 3 lipca 1976 w Lublinie) – polski koszykarz, występujący na pozycjach rozgrywającego lub rzucającego obrońcy, reprezentant kraju, po zakończeniu kariery zawodniczej trener koszykarski.

## Życiorys
Mierzy 189 cm wzrostu i waży 90 kg. Występował na pozycji rozgrywającego lub rzucającego obrońcy. Jest wychowankiem Górnika Wałbrzych. Przez całą karierę grał w Polsce, ale znany jest głównie z występów w Śląsku Wrocław. Zakończył karierę 23 maja 2008 po wygranych meczach z Polpakiem Świecie i zdobyciu brązowego medalu Mistrzostw Polski.
Jest wnukiem Stanisława Krzykały i synem koszykarza oraz trenera – Wojciecha Krzykały. Ma syna Mateusza Krzykałę, zwycięzcę  5 edycji The Voice Kids.

## Osiągnięcia
- Mistrz Polski (1996, 1998, 1999, 2000)
- Wicemistrz:
  - FIBA EuroCup Challenge (2003)
  - Polski (2003)
- Brąz mistrzostw Polski (2002)
- Zdobywca:
  - Pucharu Polski (1997)
  - Superpucharu Polski (1999)
- Uczestnik rozgrywek pucharu:
  - Koracia (1995/1996 – I runda)
  - Saporty (1996–1998, 1999/2000 – ćwierćfinał, 1998/1999 – TOP 32)

## Rzut Krzykały
VII kolejka: Rzut Krzykały
- Data: 3 października 1998
- Miejsce: Hala OSiR, Włocławek
- Wynik: Zepter Śląsk Wrocław wygrał 89:88 (49:42)[4] z Nobiles Anwil Włocławek
- Widzów: 1 500 osób,
- Sędziowie: Wacław Woźniewski (Łódź) i Wiesław Karliński (Tarnobrzeg).

Przy stanie 86:85 dla Śląska na pięć sekund przed końcem był rzut sędziowski, który w walce z Jackiem Krzykałą wygrał David Van Dyke - piłka trafiła do Romana Prawicy, który dzięki zasłonie Bartłomieja Tomaszewskiego uzyskał wolne pole do rzutu i trafił za trzy punkty (86:88). Do końca spotkania została dokładnie jedna sekunda - wrocławianie wznowili grę spod własnego kosza, Raimondas Miglinieks zagrał do niepilnowanego Jacka Krzykały, a ten zza linii rzutów za trzy punkty, znajdującej się na połowie Śląska, oddał przez większość boiska celny rzut za 3 punkty i Śląsk zwyciężył 89:88.
Drugi rzut wraz z końcową syreną ustanawiający wynik meczu na rzecz swojej drużyny oddał 11 marca 2006 przeciwko Wrocławianom w barwach Stali Ostrów Wielkopolski, tyle że za 2 punkty. Po tym rzucie w Ostrowie Wielkopolskim darzony jest wielką sympatią, a na trybunach można było usłyszeć przyśpiewkę na jego cześć, która brzmiała: Jacek Krzykała to nasza duma i chwała.